# Denys Olijnyk
Denys Olijnyk (Zaporizja, 16 juni 1987) is een Oekraïens voetballer die als middenvelder of aanvaller uitkomt.

## Clubcarrière
Olijnyk begon zijn professionele voetbalcarrière bij Dinamo Kiev en kwam na twee verhuurperiodes bij Metalist Charkov terecht, waarvoor hij in 68 wedstrijden 21 doelpunten maakte. Van 2011 tot 2014 kwam hij uit voor Dnipro Dnipropetrovsk. Vanaf het seizoen 2014/15 speelt Olijnyk in Nederland voor Vitesse, waar hij een contract tekende voor twee seizoenen. Hij maakte zijn debuut voor de Arnhemmers op 10 augustus 2014 in de uitwedstrijd tegen Ajax. Zijn eerste doelpunt in de Nederlandse competitie maakte Olijnyk op 27 september tegen FC Dordrecht; het duel eindigde in een 2–6 overwinning. In het seizoen 2016/17 kwam hij in de Bundesliga uit voor SV Darmstadt 98. Vanwege een blessure kwam hij maar tot vier optredens en na de degradatie van de club werd zijn contract ontbonden. In oktober 2017 sloot Olijnyk aan Desna Tsjernihiv dat uitkomt in de Persja Liha. In maart 2018 ging hij naar Helios Charkov. Medio 2018 ging hij in Finland voor SJK spelen. In augustus 2019 verliet hij de club.

## Clubstatistieken
| Seizoen         | Club                  |                    | Competitie      | Competitie | Competitie | Beker | Beker | Internationaal | Internationaal | Overig | Overig | Totaal | Totaal |
| Seizoen         | Club                  | Duels              | Competitie      | Goals      | Duels      | Goals | Duels | Goals          | Duels          | Goals  | Duels  | Goals  |        |
| --------------- | --------------------- | ------------------ | --------------- | ---------- | ---------- | ----- | ----- | -------------- | -------------- | ------ | ------ | ------ | ------ |
| 2006/07         | Dinamo Kiev           | Vlag van Oekraïne  | Vysjtsja Liha   | 2          | 0          |       |       |                |                |        |        | 2      | 0      |
| 2007/08         | Dinamo Kiev           | Vlag van Oekraïne  | Vysjtsja Liha   | 1          | 1          | 0     | 0     |                |                | 1      | 0      | 2      | 1      |
| 2007/08         | FK Naftovyk (huur)    | Vlag van Oekraïne  | Vysjtsja Liha   | 14         | 1          |       |       | –              | –              |        |        | 14     | 1      |
| 2008/09         | Arsenal Kiev (huur)   | Vlag van Oekraïne  | Vysjtsja Liha   | 16         | 5          | 1     | 0     | –              | –              |        |        | 17     | 5      |
| 2008/09         | Metalist Charkov      | Vlag van Oekraïne  | Vysjtsja Liha   | 12         | 0          | 2     | 0     | 4              | 1              |        |        | 18     | 1      |
| 2009/10         | Metalist Charkov      | Vlag van Oekraïne  | Vysjtsja Liha   | 29         | 9          | 1     | 0     | 4              | 2              |        |        | 34     | 11     |
| 2010/11         | Metalist Charkov      | Vlag van Oekraïne  | Vysjtsja Liha   | 27         | 12         | 1     | 0     | 9              | 1              |        |        | 37     | 13     |
| 2011/12         | Metalist Charkov      | Vlag van Oekraïne  | Vysjtsja Liha   | 0          | 0          |       |       |                |                |        |        | 0      | 0      |
| 2011/12         | Dnipro Dnipropetrovsk | Vlag van Oekraïne  | Vysjtsja Liha   | 24         | 7          | 2     | 0     | 1              | 0              |        |        | 27     | 7      |
| 2012/13         | Dnipro Dnipropetrovsk | Vlag van Oekraïne  | Vysjtsja Liha   | 13         | 2          | 1     | 0     | 1              | 0              |        |        | 15     | 2      |
| 2013/14         | Dnipro Dnipropetrovsk | Vlag van Oekraïne  | Vysjtsja Liha   | 0          | 0          |       |       |                |                |        |        | 0      | 0      |
| 2014/15         | Vitesse               | Vlag van Nederland | Eredivisie      | 30         | 3          | 2     | 1     | –              | –              | 1      | 0      | 33     | 4      |
| 2015/16         | Vitesse               | Vlag van Nederland | Eredivisie      | 25         | 5          | 1     | 1     | 2              | 0              | –      | –      | 28     | 6      |
| 2016/17         | SV Darmstadt 98       | Vlag van Duitsland | Bundesliga      | 4          | 1          | 0     | 0     | 0              | 0              | 0      | 0      | 4      | 1      |
| 2017/18         | Desna Tsjernihiv      | Vlag van Oekraïne  | Persha Liga     | 6          | 0          | 2     | 0     | 0              | 0              | 0      | 0      | 8      | 0      |
| 2017/18         | Helios Charkov        | Vlag van Oekraïne  | Persha Liga     | 4          | 0          | 0     | 0     | 0              | 0              | 0      | 0      | 4      | 0      |
| 2018            | SJK                   | Vlag van Finland   | Veikkausliiga   | 13         | 4          | 0     | 0     | 0              | 0              | 0      | 0      | 13     | 4      |
| 2019            | SJK                   | Vlag van Finland   | Veikkausliiga   | 25         | 8          | 5     | 2     | 0              | 0              | 0      | 0      | 30     | 10     |
| 2020            | SJK                   | Vlag van Finland   | Veikkausliiga   | 20         | 2          | 5     | 0     | 0              | 0              | 0      | 0      | 25     | 2      |
| 2021            | SJK                   | Vlag van Finland   | Veikkausliiga   | 26         | 7          | 5     | 2     | 0              | 0              | 0      | 0      | 31     | 9      |
| 2022            | SJK                   | Vlag van Finland   | Veikkausliiga   | 10         | 2          | 7     | 2     | 0              | 0              | 0      | 0      | 17     | 4      |
| 2022/23         | Vorskla Poltava       | Vlag van Oekraïne  | Vysjtsja Liha   | 23         | 2          | 0     | 0     | 0              | 0              | 2      | 0      | 25     | 2      |
| 2023/24         | FK LNZ Tsjerkasy      | Vlag van Oekraïne  | Vysjtsja Liha   | 24         | 3          | 1     | 0     | 0              | 0              | 0      | 0      | 25     | 3      |
| 2024/25         | FK LNZ Tsjerkasy      | Vlag van Oekraïne  | Vysjtsja Liha   | 11         | 0          | 1     | 0     | 0              | 0              | 0      | 0      | 12     | 0      |
| Carrière totaal | Carrière totaal       | Carrière totaal    | Carrière totaal | 359        | 74         | 37    | 8     | 21             | 4              | 4      | 0      | 421    | 86     |

## Interlandcarrière
Olijnyk maakte op 25 mei 2010 zijn debuut in het Oekraïens voetbalelftal in de oefeninterland tegen Litouwen (4–0 overwinning). De daaropvolgende acht interlands van Oekraïne was hij een vaste kracht, maar in de jaren daarna werd hij niet meer opgeroepen voor de selectie. Op 15 november 2014 maakte Olijnyk zijn rentree, in de EK-kwalificatiewedstrijd tegen Luxemburg – tevens zijn eerste officiële en competitieve interland, daar Olijnyk eerder uitsluitend vriendschappelijke wedstrijden speelde. Van de interlands die Olijnyk vooralsnog speelde, werd er slechts één verloren: de oefeninterland tegen het Italiaans voetbalelftal in maart 2011 eindigde in een 0–2 nederlaag.
| Interlands van Denys Olijnyk voor Oekraïne | Interlands van Denys Olijnyk voor Oekraïne | Interlands van Denys Olijnyk voor Oekraïne | Interlands van Denys Olijnyk voor Oekraïne | Interlands van Denys Olijnyk voor Oekraïne | Interlands van Denys Olijnyk voor Oekraïne | Interlands van Denys Olijnyk voor Oekraïne |
| №                                          | Datum                                      | Wedstrijd                                  | Uitslag                                    | Soort wedstrijd                            | Doelpunten                                 |                                            |
| Als speler bij Metalist Charkov            | Als speler bij Metalist Charkov            | Als speler bij Metalist Charkov            | Als speler bij Metalist Charkov            | Als speler bij Metalist Charkov            | Als speler bij Metalist Charkov            | Als speler bij Metalist Charkov            |
| ------------------------------------------ | ------------------------------------------ | ------------------------------------------ | ------------------------------------------ | ------------------------------------------ | ------------------------------------------ | ------------------------------------------ |
| 1.                                         | 25 mei 2010                                | Oekraïne – Litouwen                        | 4 – 0                                      | Vriendschappelijk                          | 0                                          |                                            |
| 2.                                         | 29 mei 2010                                | Oekraïne – Roemenië                        | 3 – 2                                      | Vriendschappelijk                          | 0                                          |                                            |
| 3.                                         | 2 juni 2010                                | Noorwegen – Oekraïne                       | 0 – 1                                      | Vriendschappelijk                          | 0                                          |                                            |
| 4.                                         | 11 augustus 2010                           | Oekraïne – Nederland                       | 1 – 1                                      | Vriendschappelijk                          | 0                                          |                                            |
| 5.                                         | 8 oktober 2010                             | Oekraïne – Canada                          | 2 – 2                                      | Vriendschappelijk                          | 0                                          |                                            |
| 6.                                         | 17 november 2010                           | Zwitserland – Oekraïne                     | 2 – 2                                      | Vriendschappelijk                          | 0                                          |                                            |
| 7.                                         | 9 februari 2011                            | Zweden – Oekraïne                          | 1 – 1                                      | Vriendschappelijk                          | 0                                          |                                            |
| 8.                                         | 29 maart 2011                              | Oekraïne – Italië                          | 0 – 2                                      | Vriendschappelijk                          | 0                                          |                                            |
| 9.                                         | 1 juni 2011                                | Oekraïne – Oezbekistan                     | 2 – 0                                      | Vriendschappelijk                          | 0                                          |                                            |
| Als speler bij SBV Vitesse                 |                                            |                                            |                                            |                                            |                                            |                                            |
| 10.                                        | 15 november 2014                           | Luxemburg – Oekraïne                       | 0 – 3                                      | Kwalificatie EK 2016                       | 0                                          |                                            |
| 11.                                        | 18 november 2014                           | Oekraïne – Litouwen                        | 0 – 0                                      | Vriendschappelijk                          | 0                                          |                                            |
| 12.                                        | 9 juni 2015                                | Georgië – Oekraïne                         | 1 – 2                                      | Vriendschappelijk                          | 0                                          |                                            |

Bijgewerkt op 27 juni 2015.